# ستارشيب تروبرز (فلم)
ستارشيب تروبرز (بالإنجليزية: Starship Troopers) هو فيلم خيال علمي عسكري أكشن أمريكي إنتاج عام 1997 من إخراج بول فيرهويفن وكتابة إدوارد نيومير وبطولة كاسبر فان دين، دينا ماير، دنيس ريتشاردز، جيك بوسي ونيل باتريك هاريس.
بلغ تكلفة الفيلم 105 مليون دولار  وحقق إيرادات وصلت ل54.5 مليون دولار في الولايات المتحدة و121.2 مليون دولار في جميع أنحاء العالم.

## روابط خارجية
مقالات تستعمل روابط فنية بلا صلة مع ويكي بيانات